# Natakorn Soithong
Natakorn Soithong (thailändisch ณธกรณ สร้อยทอง; * 5. April 1999), auch als Boy bekannt, ist ein thailändischer Fußballspieler.

## Karriere
Natakorn Soithong stand von 2019 bis 2022 beim Erstligisten Bangkok United unter Vertrag. Hier kam er 2019 neunmal in der U23-Mannschaft zum Einsatz. Die Mannschaft spielte in der vierten Liga, der Thai League 4. Am Ende der Saison feierte er mit dem Team die Vizemeisterschaft der Bangkok Metropolitan Region. 2021 wurde er an den in der Western Region spielenden Drittligisten Singha Golden Bells Kanchanaburi FC ausgeliehen. Im Januar 2022 wechselte er ebenfalls bis Saisonende auf Leihbasis zum Zweitligisten Muangkan United FC. Für den Verein aus Kanchanaburi kam er jedoch nicht zum Einsatz. Im Juni 2022 verließ er Bangkok und schloss sich in Kanchanaburi dem Drittligisten Dragon Pathumwan Kanchanaburi FC an. Mit dem Verein feierte er am Ende der Saison 2022/23 die Meisterschaft und den anschließenden Aufstieg in die zweite Liga. Sein Zweitligadebüt gab Natakorn Soithong am 19. August 2023 (2. Spieltag) im Auswärtsspiel gegen den Suphanburi FC. Bei der 2:1-Niederlage stand er in der Startelf und spielte die kompletten 90 Minuten. Nach insgesamt 29 Ligaspielen wechselte er im August 2024 zum Zweitligisten Ayutthaya United FC. Am Ende der Saison 2024/25 feierte er mit Ayutthaya die Vizemeisterschaft der zweiten Liga sowie den Aufstieg in die erste Liga.

## Erfolge
Dragon Pathumwan Kanchanaburi FC
- Thai League 3 – West: 2022/23  ▲

Ayutthaya United FC
- Thailändischer Zweitligavizemeister: 2024/25  ▲